# 指田珠子
指田 珠子（さしだ しゅこ）は、宝塚歌劇団に所属する演出家。

## 来歴
2019年、星組バウホール公演「龍の宮物語」で演出家デビュー。
2024年、星組ショー「VIOLETOPIA」で大劇場公演演出家デビュー。

## 宝塚歌劇団での舞台作品

### 大劇場作品
- 2024年、星組『VIOLETOPIA（ヴィオレトピア）』[2]

### その他の劇場作品
- 2019年、星組『龍の宮（たつのみや）物語』（バウホール）[2]
- 2022年、花組『冬霞（ふゆがすみ）の巴里』（ドラマシティ・東京建物 Brillia HALL）[2]
- 2023年、雪組『海辺のストルーエンセ』（KAAT神奈川芸術劇場・ドラマシティ）[2]

### 新人公演
- 2017年、月組『All for One』[3]
- 2017年、雪組『ひかりふる路（みち）〜革命家、マクシミリアン・ロベスピエール〜』[4]
- 2018年、星組『ANOTHER WORLD』[5]
- 2019年、花組『CASANOVA』[6]
- 2021年、雪組『CITY HUNTER』[7]